# Tragacantha emarginata
Tragacantha emarginata là một loài thực vật có hoa trong họ Đậu. Loài này được (Labill.) Kuntze miêu tả khoa học đầu tiên năm 1891.